# 卧化塔
卧化塔或称田塔，是位于山东省菏泽市成武县大田集镇的一处唐代古建筑。2019年10月，该建筑例入中华人民共和国第八批全国重点文物保护单位。

## 保护状况
2013年，列入第四批山东省文物保护单位。2019年10月，列入第八批全国重点文物保护单位。